# کاروانسرای سپهسالار امیرآباد
کاروانسرای سپهسالار امیرآباد مربوط به دوره قاجار است و در ۳ کیلومتری جاده آسفالته دامغان به سمنان (امیریه) واقع شده و این اثر در تاریخ ۶ آذر ۱۳۶۲ با شمارهٔ ثبت ۱۶۴۷ به‌عنوان یکی از آثار ملی ایران به ثبت رسیده است.